# Emily Bender
Pour les articles homonymes, voir Bender.
Emily M. Bender, née le 10 octobre 1973 est une linguiste américaine qui travaille sur l'ingénierie et la technologie de la grammaire multilingue pour la documentation des langues en danger. Elle est professeure de linguistique à l'université de Washington. Elle est spécialisée dans la linguistique computationnelle, qui se concentre sur les techniques et l'informatique derrière le langage parlé. Avec cela, elle est également professeure auxiliaire au Département d'informatique et d'ingénierie, et directrice du laboratoire de linguistique computationnelle à l'université. Elle s'intéresse à un large éventail de langues, notamment le japonais, le chintang, le mandarin, le wambaya (en), la langue des signes américaine et l'anglais.

## Formation et carrière
Emily Bender obtient son doctorat à l'université Stanford en 2000 pour ses recherches sur la variation syntaxique et la compétence linguistique en anglais vernaculaire afro-américain (AAVE). Elle fréquente également l'université du Tōhoku. Avant de travailler à l'université de Washington, Bender occupe des postes à l'université Stanford, université de Californie à Berkeley et travaille dans l'industrie chez YY Technologies. Elle occupe actuellement plusieurs postes à l'université de Washington, où elle est professeure depuis 2003, notamment professeure au Département de linguistique, professeure auxiliaire au Département d'informatique et d'ingénierie, directrice de la faculté du Master of Science in Computational Linguistics et directrice du Laboratoire de linguistique computationnelle. Bender est l'actuelle titulaire de la chaire Howard and Frances Nostrand Endowed Professorship,.
Emily Bender est élue vice-présidente de l'Association for Computational Linguistics en 2021  et sera vice-présidente élue en 2022, puis vice-présidente en 2023, présidente en 2024 et ancienne présidente en 2025.

## Contributions
Emily Bender construit LinGO Grammar Matrix, un kit de démarrage open source pour le développement de grammaires HPSG de précision à large couverture,. En 2013, elle publie Linguistic Fundamentals for Natural Language Processing: 100 Essentials from Morphology and Syntax, et en 2019, elle publie Linguistic Fundamentals for Natural Language Processing II: 100 Essentials from Semantics and Pragmatics avec Alex Lascarides, qui expliquent tous deux les principes linguistiques de base dans une manière qui les rend accessibles aux praticiens de la PNL.
En 2020, Emily Bender co-écrit un article avec la chercheuse de Google Timnit Gebru et d'autres dont Google tente de bloquer la publication, faisant partie d'une séquence d'événements menant au départ de Timnit Gebru de Google. L'article porte sur les questions éthiques liées à la construction de systèmes de traitement du langage naturel utilisant l'apprentissage automatique à partir de grands corpus de texte. Depuis lors, elle travaille pour populariser l'Éthique de l'intelligence artificielle et a pris position contre le battage médiatique autour des grands modèles de langage,.

## Principales publications
- (2021) Bender, Emily M., Timnit Gebru, Angelina  McMillan-Major and Shmargaret  Shmitchell. On the Dangers of Stochastic Parrots: Can Language Models Be Too Big? 🦜. FAccT '21: Proceedings of the 2021 ACM Conference on Fairness, Accountability, and Transparency.
- (2019) Bender, Emily M. and Alex Lascarides. Linguistic Fundamentals for Natural Language Processing II: 100 Essentials from Semantics and Pragmatics. Synthesis Lectures on Human Language Technologies.
- (2016) Bender, Emily M., Fei Xia, Joshua Crowgey, and Michael Wayne Goodman, William D. Lewis , Glenn Slayden, Ryan Georgi Enriching A Massively Multilingual database of interlinear glossed text Springer Science+Business Media Dordrecht 2016
- (2014) Bender, Emily M., Fei Xia, Joshua Crowgey, and Michael Wayne Goodman. Xigt: Extensible interlinear glossed text for natural language processing. Springer Science+Business Media Dordrecht 2014
- (2013) Bender, Emily M. Linguistic Fundamentals for Natural Language Processing: 100 Essentials from Morphology and Syntax. Synthesis Lectures on Human Language Technologies.
- (2002) Bender, Emily M., Dan Flickinger, and Stephan Oepen. The Grammar Matrix: An open-source starter-kit for the rapid development of cross-linguistically consistent broad-coverage precision grammars. Proceedings of the 2002 workshop on Grammar engineering and evaluation-Volume 15.
- (2002) Siegel, Melanie and Emily M. Bender. Efficient deep processing of Japanese. Proceedings of the 3rd workshop on Asian language resources and international standardization-Volume 12.
- (2000) Bender, Emily M. Syntactic variation and linguistic competence: The case of AAVE copula absence. Stanford University.
- (2000) Bender, Emily M. The syntax of Mandarin Bă: Reconsidering the verbal analysis. Journal of East Asian Linguistics.
- (1999) Sag, Ivan, Thomas Wasow, and Emily M. Bender. Syntactic theory: A formal introduction. Center for the Study of Language and Information.